# Minyas coerulea
Minyas coerulea is een zeeanemonensoort uit de familie Minyadidae.
Minyas coerulea is voor het eerst wetenschappelijk beschreven door Lesson in 1830.